# Michael Cadeddu
Michael Cadeddu, detto Miki (Milano, 30 aprile 1987), è un personaggio televisivo, fantino ed ex attore italiano.

## Biografia
Nasce a Milano da Pietro Cadeddu, sardo e fantino professionista e da madre altoatesina, Renate. Ha una sorella maggiore, Francesca, e una minore, Eleonora Cadeddu, anch'ella attrice.

### Attività nel mondo dello spettacolo
Dall'età di due anni appare in vari spot pubblicitari e in alcune trasmissioni televisive. Dal 1994 al 1996 partecipa, con il soprannome di Lenticchia, al programma di Rai 1, Solletico, condotto da Mauro Serio ed Elisabetta Ferracini.
La popolarità arriva nel 1998, anno in cui riappare su Rai 1, insieme alla sorella Eleonora, nella fortunata serie televisiva, Un medico in famiglia, in cui interpreta il ruolo di Ciccio Martini. Nello stesso anno appare nel quinto episodio della miniserie televisiva in onda su Canale 5 Amico mio, regia di Paolo Poeti.
Nel 2003 presenta lo Zecchino d'Oro assieme a Cino Tortorella, e Heather Parisi. Nel 2013 lascia Un medico in famiglia, dopo 15 anni e 8 stagioni. Riappare nella decima stagione, in onda nell'autunno 2016. Torna in tv nel 2019, venendo ospitato nel salotto della trasmissione Live - Non è la D'Urso, condotto da Barbara D'Urso su Canale 5.

### Attività di fantino
Dal 2002 comincia, seguendo le orme del padre Pietro Cadeddu, l'attività di fantino. In sella alla cavalla Nepal vince all'ippodromo di San Siro le Oaks d'Italia, il 29 maggio 2016.

## Vita privata
È sposato dal 2016 con la fantina amatoriale Valentina Stefutti e nel 2018 è diventato papà. Attualmente risiede in Germania.

## Filmografia
- La traduzione – cortometraggio, regia di Guido Giansoldati (1998)
- Amico mio, regia di Paolo Poeti – serie TV, episodio 2x05 (1998)
- Un medico in famiglia – serie TV (1998-2013, 2016)
- Rabbia in pugno, regia di Stefano Calvagna (2011)
- One Month – webserie, regia di Piergiorgio Seidita (2012)
- La montagna silenziosa, regia di Ernst Gossner (2013)

## Programmi TV
- Solletico (Rai 1, 1994-1996)
- La sai l'ultima? (Canale 5, 1995) – sfidante categoria bambini
- La Banda dello Zecchino - Speciale Natale (Rai 1, 2000)
- Zecchino d'Oro (Rai 1, 2003) - conduttore
- Zecchino d'Oro (Rai 1, 2004) - ospite

## Palmarès

### Vittorie
- Oaks d'Italia, 29 maggio 2016